# Los Tetas
Los Tetas es una banda chilena formada en 1994. Fue una de las bandas pioneras en su país en trabajar bajo la influencia de la música negra de los años 1970, logrando un sonido de estilo funk, fusionado con otros como el soul, el rock, el hip-hop, el R&B, el disco, y el pop. Estuvo compuesta originalmente por "C-Funk" (Cristian Moraga), "Tea-Time" (Camilo Castaldi), "Rulo" (David Eidelstein) y "Pepino" (Francisco González).
El grupo tuvo una primera etapa entre 1994 y 2004, donde sus álbumes Mama funk (1995), y La medicina (1998), lograron gran éxito a nivel latinoamericano. En 2004 la banda se disuelve cuando sus integrantes deciden buscar proyectos personales. En 2011 vuelven a reunirse estando activos hasta 2017, cuando Tea-Time sufre una serie de acusaciones legales que generan su expulsión, y un receso indefinido de la banda.

## Historia

### Inicios (1993 - 1994)

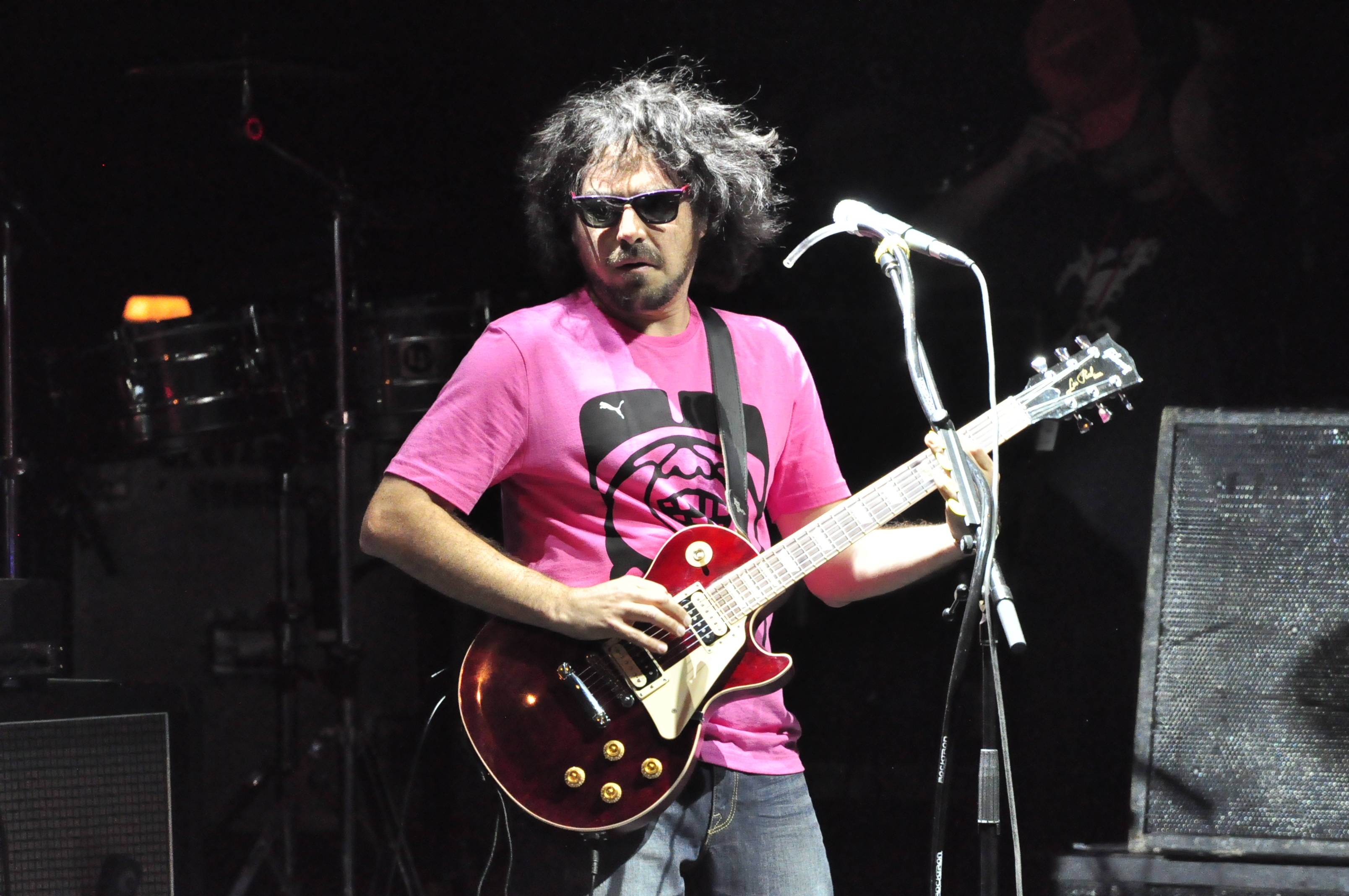
C-Funk multiinstrumentista de la banda

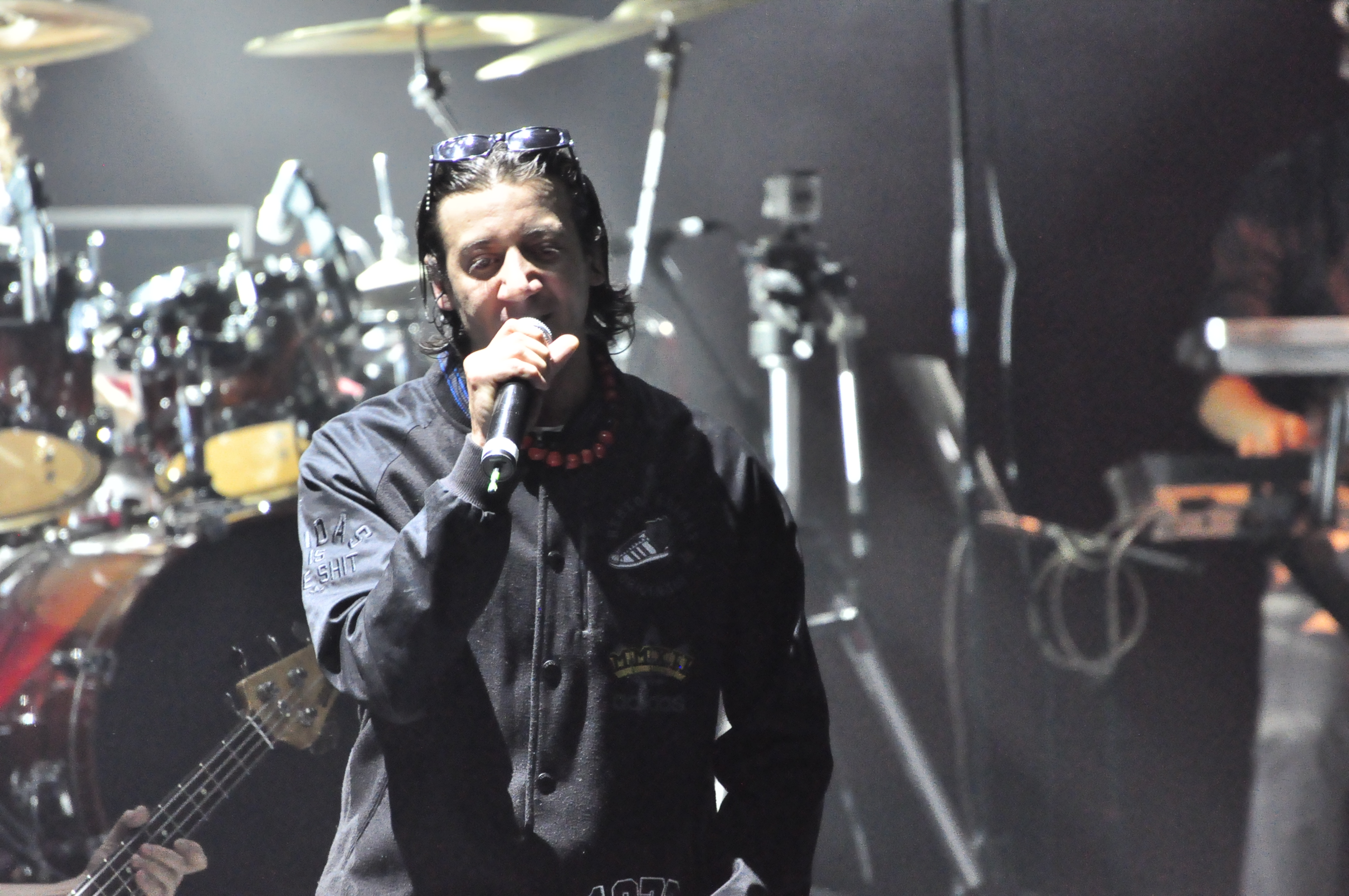
Tea-Time voz histórica de la banda

En 1989, Cristian Moraga (hijo del destacado cantautor Hugo Moraga) y Francisco González fueron compañeros de curso en el colegio Victorian School. En 1993, Cristián Moraga conoció a David Eidelstein, quien deseaba formar un grupo de jazz. Así nació un primer grupo conformado por Moraga, Eidelstein en guitarra, una amiga en común (Esperanza Restucci) interesada en la música de fusión, y el bajista Rodrigo Abarzúa (apodado «El Mono»), además de Francisco González, que asistía a los ensayos de la banda.[cita requerida]
Luego del alejamiento de Restucci y El Mono, Eidelstein ocupó el puesto de bajista y compositor, González el de baterista, y Moraga el de guitarrista. El trío se llamó originalmente Funkystein. Junto con el nombre llegaron las primeras tocatas como teloneros, y luego su debut con un show completo en una disco del Barrio Bellavista en Santiago. Poco tiempo después, en enero del año 1994, en un paseo a Rapel, Rulo conoce a un chico invitado de uno de sus amigos. Su nombre es Camilo Castaldi, quien hace un tiempo había llegado de Alemania. Rulo lo invitó a cantar a una tocata en La Tecla, ya que podía expresar claramente sus ideas en lenguaje español, inglés y alemán, incorporándose definitivamente a la banda. Dicha presentación fue la primera bajo el nombre de Los Tetas.[cita requerida]
Así Los Tetas se incorporaron a uno de los talleres de Balmaceda 1215. Grabaron 3 temas con la colaboración de Pedro Green y Álvaro Henríquez como pseudo-profesores-productores, además de la asistencia técnica de Gabriel Vigliensoni. En el segundo semestre del 94', la banda cuenta con algunas presentaciones en vivo. Esta vez como estelares en diversos sitios de Santiago, como "La Batuta". Terminan el año C-Funk y Rulo viajando a Estados Unidos, mientras iniciaban las negociaciones para grabar una producción discográfica con EMI Odeon Chilena. En 1995 firman contrato con la EMI, el cual constaba de un contrato de 3 años que incluía la producción de 3 discos. Así comenzó la grabación de su disco debut "Mama Funk".[cita requerida]

### "Mama Funk","La Medicina"y éxito (1995 - 1999)
La grabación se realizó entre julio y septiembre y fue producido por Los Tetas en el estudio Master de Santiago, y masterizado bajo la supervisión de la banda en el moderno estudio de posproducción digital Tonhaus. Su estilo tiene variadas tendencias, como soul, hip-hop, y principalmente funk, con lo que todos componen sus temas, basados en rimas y mensajes dirigidos a los jóvenes. Son influenciados por George Clinton y sus respectivos grupos Parliament y Funkadelic, James Brown (el principal originador del género Funk), Defunkt entre otros, con lo cual agregan un toque especial a su música las trompetas (Mauricio Castillo), flauta y su característico instrumento para distorsionar la voz llamado Talk box. Hubo difusión casi instantánea para su primer sencillo "Corazón de Sandía", cuyo video grabado en 35 mm. con colores vivos y fuertes por Enrique Antigas. Fue por este video que Los Tetas postularon para los premios MTV del año 1996 en la categoría "Mejor Artista Nuevo en Video".  El 8 de diciembre de 1995 presentaron su primer disco en vivo en el Court Central del Estadio Nacional. Luego de estas presentaciones, Los Tetas ganan el Disco de oro con "Mama Funk" (15 mil unidades vendidas) en 5 meses, adjudicándose además con esto, un récord: "Ser el álbum de Rock chileno en la historia que obtiene más rápidamente el preciado galardón".
Con más éxito, se presentan junto a Lucybell en el "Festival Rock al Parque" en Bogotá, Colombia, siendo considerados por la prensa especializada como la "Banda Revelación" del encuentro. En este tiempo también grabaron su segundo vídeo "Hormigas Planas", ganando el Premio APES (Asociación de Periodistas y Espectáculos de Chile) como banda revelación.[cita requerida]
Y así comenzaron grandes giras exitosas, donde Los Tetas deciden lanzar, antes de su segundo LP, simplemente un EP.En enero del 97, Los Tetas viajaron a Argentina a dar presentaciones, a pesar del accidente que sufrió Tea Time en Bilbao (Santiago) en ese año. Se presentaron el 3 de enero en el Club Dr. Jeckyll con Illya Kuryaki and the Valderramas, y el día siguiente en el Centro Cultural Recoleta de Buenos Aires, Argentina, junto a Los Guarros, Superchango y Los Enanitos Verdes. Ya en Chile, deciden lanzar su EP Cha Cha Cha!, con la colaboración de Juan Sativo, siendo una adaptación de un tema de los 80 de Florcita Motuda, llamado "Funky Techán". El día elegido, 30 de enero de 1997 y el lugar el Tomm Pub de Bellavista. Fue una presentación con invitados como Tiro de Gracia y algunas interrupciones de 2 carabineros que llegaron al lugar con cargos de "Ruidos Molestos". Así, con las giras, el peligro del Servicio Militar sobre la cabeza de 3 de estos chicos, y del recuerdo de una estafa vivida en Valdivia, la grabación de su segundo álbum se fue aplazando, Los Tetas no se sentían preparados, y tampoco se preocupaban mucho por presión que ejercía su sello discográfico. Recién ya casi a finales del año 1997, los ahora 5 Tetas (ingresa El Tata, Luis Bigorra), se encerraron en Huechún, Melipilla, para dar a luz su segunda producción "La Medicina".
La medicina, fue un disco más bailable, más cercano a la onda disco. Siguen sus tocatas y giras, el disco no escapa más allá de las 8.000 copias vendidas. Posteriormente graban su primer vídeo, del mismo nombre del disco, y luego el segundo: "La calma", con el cual deben tomarse un relajo, ya que durante la grabación del vídeo, Rulo tiene un accidente que lo dejó a él y a la banda fuera de los escenarios durante dos meses. La banda regresó a los escenarios tocando el 7 de julio de 1998 en el Teatro Providencia, con el lugar repleto. Nuevamente un período de silencio, acompañado de rumores, confirmados un miércoles 26 de agosto de 1998, en una conferencia de prensa, donde Los Tetas comunicaron que el Rulo, junto al Tata abandonaban la banda. Rulo sería reemplazado por Toly Ramírez, en ese momento teclista de la banda. También la conferencia sirvió para que ellos hablaran de los roces que ya tenían con su sello disquero. Rulo fue despedido con 3 tocatas seguidas en el "Tomm Pub", repletando el lugar las 3 citas de fanes. Los Tetas reaparecen con Toly, su nuevo bajista y en junio de 1999 deciden irse a Estados Unidos, ganando experiencia e inspiración.

### "Tómala!"y separación (2000 - 2004)
Al regreso se hace la producción Independiente, que refleja también en cierta forma su reciente término de contrato de la disquera EMI. Tata llegó en reemplazo del Pepino, luego de su alejamiento editan en México y Chile el LP Tómala! (2002). Este último disco hace que la banda viaje a varios países de Hispanoamérica, incluidos Argentina, Perú, Bolivia, Colombia, Venezuela y especialmente México. También parten presentaciones en EE. UU. Posteriormente ellos comparten escenario con Red Hot Chili Peppers en la pista Atlética del Estadio Nacional de Chile. 
Mientras trabajaban en la publicación en Estados Unidos de este último, C-Funk tomó la decisión de desarrollar un proyecto paralelo como solista, sin embargo, esta determinación condujo a la disolución del grupo.[cita requerida] La última presentación de C-Funk con sus compañeros fue el 23 de abril de 2004 en La Batuta y la última grabación conjunta fue para el disco colectivo Generaciones (2003).
El resto de los ex Tetas (Tea-Time, Toly y el Tata) siguieron con otro proyecto paralelo llamado inicialmente T-Funk y posteriormente rebautizado como FunkAttack, donde incluyen a un nuevo guitarrista, Pancho Guitarra. C-Funk lanza en 2005 su disco solista llamado "Joya". A pesar de los buenos deseos, la separación produjo roces entre Tea Time y C-Funk, principales creadores del sonido característico de Los Tetas.[cita requerida] En una de las presentaciones Tiro de Gracia en el (SUE) de 2006, estando en el escenario C-Funk e interpretando Nuestra Fiesta aparece rapeando su parte Tea Time; de pronto C-Funk se baja del escenario dejando de lado su guitarra, dejando entrever en ese momento que los roces de la separación estaban aún presentes. Sin embargo el año 2010 a mediados de agosto Tea Time y C-funk se reencuentran en una de las visitas del guitarrista a Chile, luego de su larga estadía en California, unieron voces en Just Dance; en el centro de eventos del "Cine Arte Alameda" cantando el popular Cha Cha Cha.[cita requerida]

### Regreso,"El Movimiento"y"20 años de Mama Funk"(2011 - 2017)
El 18 de septiembre de 2011, y luego de 7 años de la disolución total del grupo, Los Tetas anuncian su reencuentro con la primera formación del grupo: Tea Time en la voz, C-Funk en la guitarra, Rulo en el bajo y Pepino en la batería, donde además aclararon que los roces y la parte dura de la separación han sido superados.
Es así como Los Tetas realizaron el concierto de reencuentro el 21 de diciembre en el Teatro Caupolicán, como invitado especial en los teclados Felo Foncea (De Kiruza), donde tocaron temas clásicos de la banda.
Mientras, ya recibieron invitaciones a varios festivales y shows en el extranjero; como es el caso de Lollapalooza Chile 2012, en el cual presentaron temas nuevos. Además confirmaron la grabación de un EP y la salida de un DVD del concierto de reencuentro en el Teatro Caupolicán a finales del 2012. 
El 7 de diciembre de 2012 fue el lanzamiento del EP "El Movimiento" en el Club Eve, el cual es un disco con 8 temas, con 4 temas nuevos, 1 tema que es la versión en vivo de "Papi donde esta el Funk" en el "Caupolicanazo" realizado en diciembre de 2011, y 3 remixes que fueron realizados por Matanza, Theego y Mawashi.
Asimismo, se programan para este nuevo año varias fiestas y presentaciones en todo Chile y también giras a diversos países tales como Argentina y Perú, cuyo concierto es confirmado para inicios de marzo en el popular pub barranquino, Sargento Pimienta.
En 2014, Los Tetas han entrado a estudio a grabar lo que será su nuevo disco. Durante ese año Los Tetas y Chancho En Piedra brindaron un concierto en conjunto, y con esto marcando la vuelta a La Familia Chilenita Del Funk, presentándose en variadas ocasiones en Chile como en el extranjero. En octubre del mismo año se unen junto con la cantante chilena D-Niss en el polémico tema "Tócate" para prevenir el cáncer de mama entre las jóvenes de la mano de la fundación Keep a Breast Chile, así mismo D-Niss se integra a los coros del nuevo sencillo de la banda "Tanz", perteneciente al nuevo disco y que salió en noviembre de ese año; el sencillo compuesto en español, inglés y alemán.
Para el 2015 Los Tetas y Chancho en Piedra, se presentan en Lollapalooza Chile 2015 bajo el nombre de La Familia Chilenita Del Funk. A principios del mismo año se anuncia la celebración de los 20 años de su primer disco "Mama Funk", realizando un concierto grabado en el Teatro Cariola, en este concierto el disco fue tocado íntegramente. También se anunció la salida del nuevo disco para el segundo semestre del 2015.

### 2017-2022: salida de Tea-Time y receso

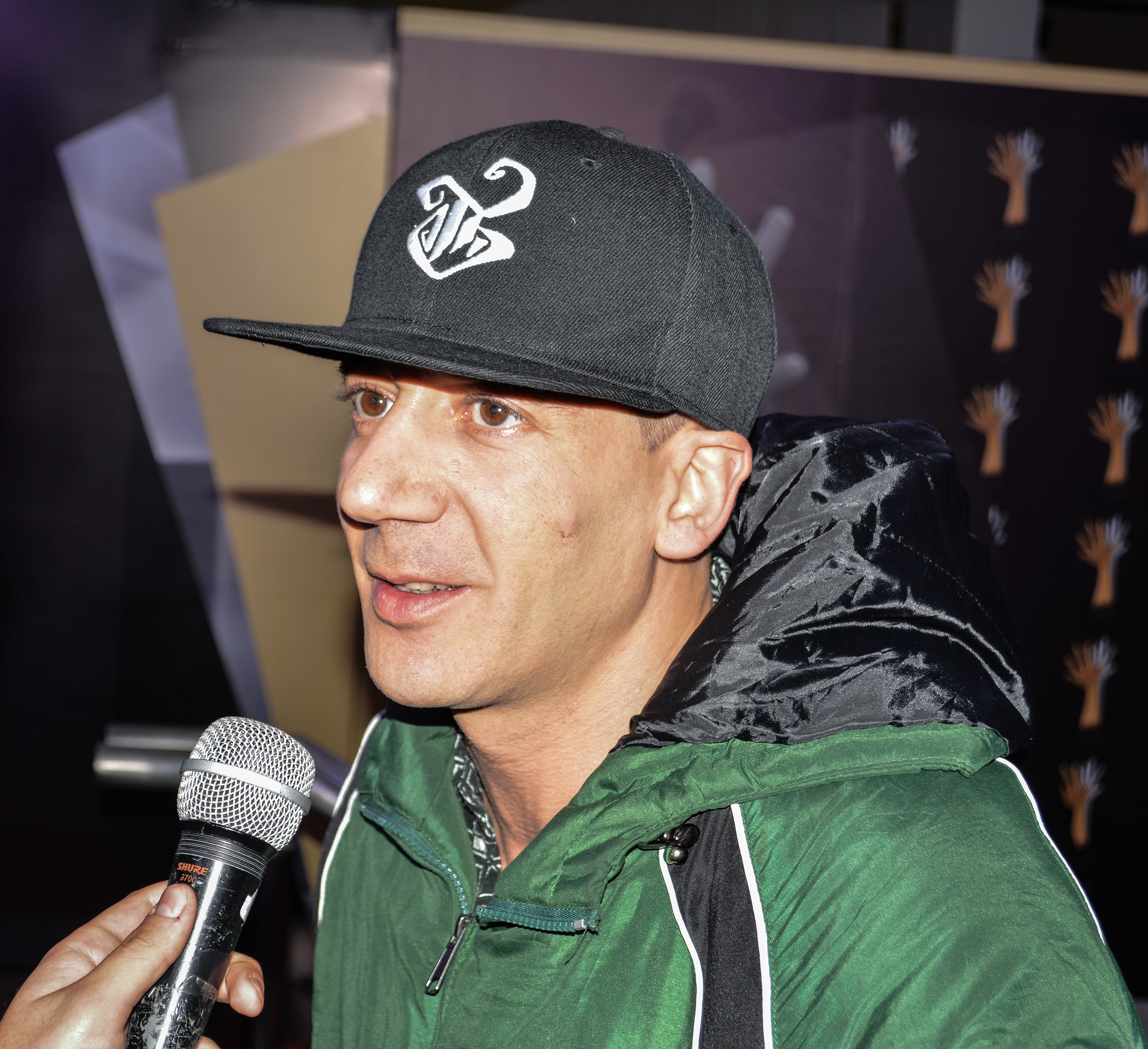
Tea-Time en mayo de 2017

En julio de 2017, la expareja de Tea-Time acusó públicamente a este de haberla golpeado fuertemente en diversas ocasiones, práctica que se había vuelto usual en parte debido a la adicción del cantante a la cocaína y a sus amistades pandilleras. La expareja del cantante también declaró que en la casa de Tea-Time se habían escondido los instrumentos musicales robados el año anterior a Javiera Mena, y que él mismo se había quedado con una de las guitarras robadas. Tea-Time negó las acusaciones, y ese mismo día fue formalizado por violencia intrafamiliar. Los demás miembros de la banda, por su parte, declararon que aún estaban a la espera de que se probara la veracidad de los hechos, y que respaldarían la decisión judicial que se tomara. Posteriormente el mismo día, los restantes integrantes de la banda anunciaron la expulsión de Tea-Time de la banda a través de un comunicado en su Facebook oficial.
Luego de este mediático incidente, la banda confesó haber quedado noqueada, sin claridad sobre qué hacer, ya que se encontraban en las etapas finales de la producción de su nuevo álbum con Universal Music. En un principio se optó por borrar las pistas grabadas por Tea Time, pensando en re grabarlas con invitados. Sin embargo a medida que pasó el tiempo se dieron cuenta de que recibían mucho rechazo por parte de algunos quienes los acusaban de encubridores o misóginos, tal como el músico Alex Anwandter. C-Funk acusó que radios y locales nocturnos los habían vetado sin tener ningún antecedente sobre la dinámica interna del grupo, ni mucho menos sobre el conocimiento que tenía la banda sobre la vida personal de Tea Time.
La banda se encuentra inactiva desde ese incidente; Rulo se ha dedicado a su carrera solista y paralelamente a ser bajista de Mon Laferte en México, mientras que C-funk también retomó su carrera solista, y se transformó en el nuevo guitarrista de Chancho en Piedra. Sin embargo, a fines de 2019 C-Funk afirma que "Los Tetas va, sin Tea Time, cuando sea el momento se acaba el receso".

### 2022-presente: reuniones y segundo regreso
En el festival Lollapalooza Chile 2022 Los Tetas se reúnen, pero sin Tea Time. Siendo la formación actual solo C-Funk y Rulo (más los músicos que ayudan en el concierto)
En diciembre de 2024 Los Tetas anuncian gira por Chile para celebrar su regreso, lanzando su nueva canción "Tamo haciéndolo".

## Influencias
Sus principales influencias son James Brown, Beastie Boys, Ohio Players, Bootsy Collins, Maceo Parker, Red Hot Chili Peppers, Kool & The Gang, NWA, George Clinton, Parliament, Funkadelic, Ice Cube, Rage Against The Machine, Del Tha Funkee Homosapien, KC and The Sunshine Band entre otros.

## Miembros
| Miembros actuales - C-Funk – voz, guitarra (1994-2004, 2011-2017, 2022, 2024-presente) - Rulo – bajo (1994-1998, 2011-2017, 2022, 2024-presente) | Otros miembros - Tea-Time – voz, turntablism (1994-2004, 2011-2017) - Pepino – batería (1994-1999, 2011-2013) - Toly Ramírez – bajo (1998-2004) - Luis Tata Bigorra – percusión (1997-1999), batería (1999-2004) |

1. ↑  Como músico invitado o de gira.

## Discografía

### Álbumes de estudio
| Título          | Detalles                                   | Ref.   |
| --------------- | ------------------------------------------ | ------ |
| Mama Funk       | - Publicación: 1995 - Sello: EMI Odeon     | [ 19 ] |
| La medicina     | - Publicación: 1998 - Sello: EMI Odeon     |        |
| Independiente 2 | - Publicación: 2000 - Sello: Independiente |        |
| Tómala!         | - Publicación: 2002 - Sello: Independiente |        |

### Álbumes recopilatorios
| Título               | Detalles                               | Ref.   |
| -------------------- | -------------------------------------- | ------ |
| Latin funk all-stars | - Publicación: 2000 - Sello: EMI Odeon | [ 20 ] |

### EP
| Título        | Detalles                                         | Ref. |
| ------------- | ------------------------------------------------ | ---- |
| Cha cha cha!  | - Publicación: 1997 - Sello: EMI Odeon           |      |
| Independiente | - Publicación: 1999 - Sello: Independiente       |      |
| El movimiento | - Publicación: 2012 - Sello: Plaza Independencia |      |

### Álbumes en vivo
| Título            | Detalles                                   | Ref. |
| ----------------- | ------------------------------------------ | ---- |
| 20 Años Mama Funk | - Publicación: 2015 - Sello: Independiente |      |